# Speziallager Nr. 1 Mühlberg

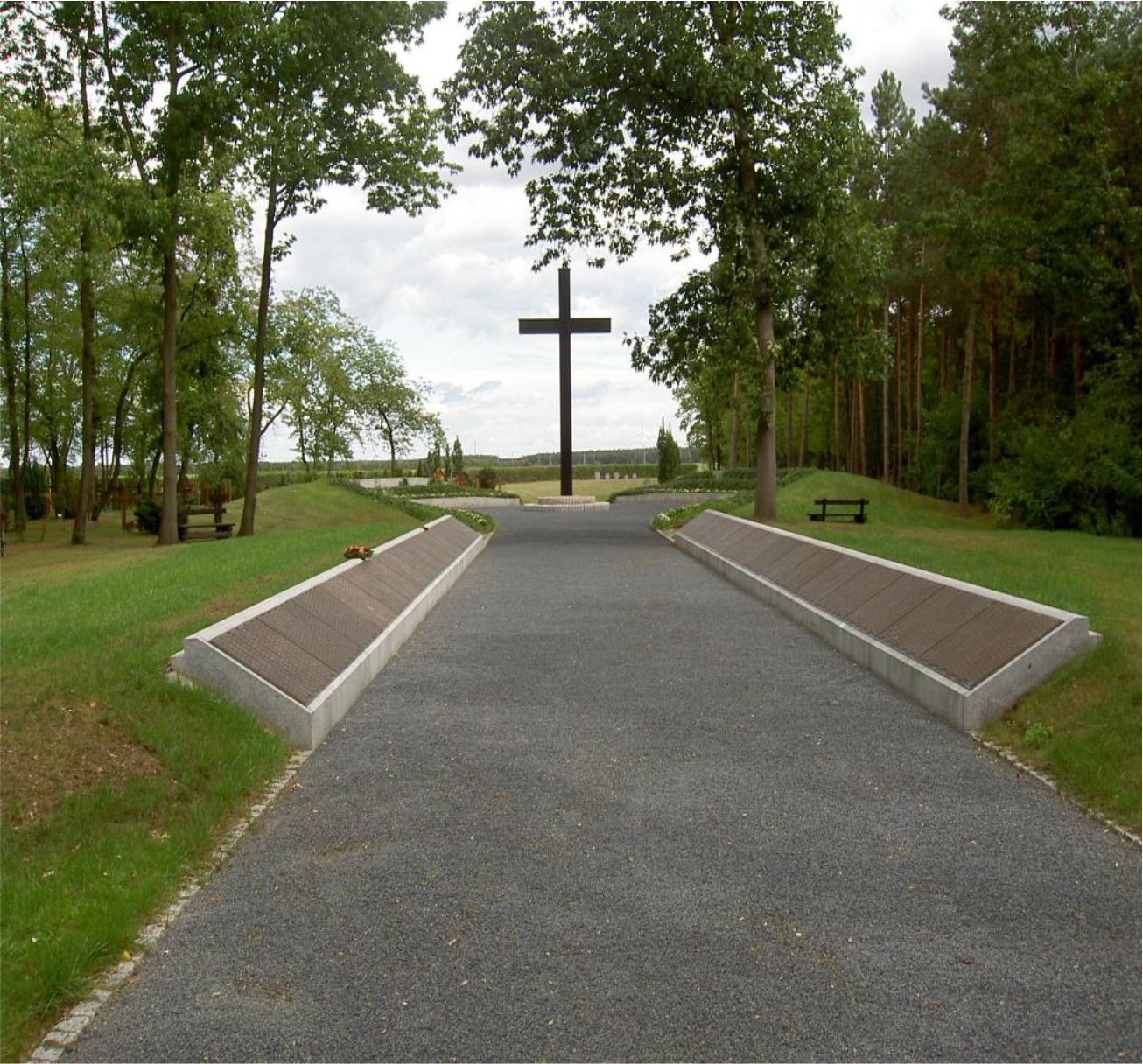
Gedenkstätte (2010)

Das Speziallager Nr. 1 Mühlberg war eines der zehn Speziallager des NKWD/MWD in der Sowjetischen Besatzungszone. Es bestand von Anfang September 1945 bis Mitte/Ende September 1948 und hatte durchschnittlich etwa 12.000 Insassen. Das Lager durchliefen etwas über 21.800 Personen, von denen nach sowjetischen Akten 6.765 dort starben. Es befand sich ungefähr 4 km nordöstlich der Stadt Mühlberg/Elbe auf der Gemarkung des Bad Liebenwerdaer Ortsteils Neuburxdorf.
Während des Zweiten Weltkrieges waren hier etwa 300.000 Kriegsgefangene im Stammlager IV B (Stalag IV B) untergebracht. Heute befindet sich auf dem Gelände eine Gedenkstätte für die Opfer beider Lager.

## Vorgeschichte
Während des Zweiten Weltkrieges befand sich am Ort das Kriegsgefangenenlager „Stalag IV B“ der deutschen Wehrmacht, das insgesamt von etwa 300.000 Gefangenen aus über 40 Nationen durchlaufen wurde. Etwa 3000 Kriegsgefangene, darunter 2350 Sowjetbürger, kamen dort ums Leben.
Ende April 1945 wurde das Stalag IV B von sowjetischen Truppen besetzt und kurz darauf aufgelöst. Danach begann die Rote Armee mit der Inhaftierung ehemaliger Ostarbeiter, kriegsgefangener Rotarmisten und Angehöriger der Wlassowarmee auf dem Gelände, ehe diese in die Sowjetunion abtransportiert wurden.
Ende August/Anfang September 1945 wurde auf dem Gelände dann das Speziallager Nr. 1 eingerichtet.

## Inhaftierte des Speziallagers
Verhaftungsvorwürfe zur Einweisung in ein sowjetisches Speziallager waren
- aktive Mitgliedschaft in der NSDAP, z. B. als Ortsgruppenleiter (etwa 62 %)
- untere und mittlere Funktionärselite des nationalsozialistischen Herrschaftssystems: HJ-Führer, Mitarbeiter von Gestapo, SD und sonstigen deutschen Straforganen (etwa 22 %)
- unterstellte Gefährdung für das Besatzungsregime: Spione, Diversanten, Redakteure, Zersetzungsarbeit (etwa 16 %)[1]
- Außerdem wurden einige ehemalige Generäle und Offiziere der Wehrmacht sowie 39 Reichsgerichtsräte inhaftiert, von letzteren starben in diesem Lager 38.
- Beschäftigung von Zwangsarbeitern oder Kriegsgefangenen im eigenen Unternehmen bzw. auf dem eigenen Bauernhof

Die nach der Verhaftung von NKWD/MWD-Offizieren durchgeführten Verhöre fanden generell unter Anwendung von Folter statt. Die Verhafteten hatten keine Möglichkeit der Verteidigung. Vermuteten die Vernehmer eine Bestätigung ihrer Vorwürfe, kamen die Betroffenen vor ein sowjetisches Tribunal. Der große Rest wurde gezwungen, ein in russischer Sprache verfasstes Vernehmungsprotokoll zu unterschreiben, und kam ohne Gerichtsverhandlung oder Urteil in eines der Speziallager.
Zweck der Verhaftung war auch die Isolierung vermeintlicher „Klassenfeinde“, um die radikale Umgestaltung in der Sowjetischen Besatzungszone durchzusetzen. Die Behauptung, die Sowjets hätten in den Speziallagern in größerer Zahl vermeintliche Kriegsverbrecher inhaftiert, lässt sich nicht belegen. Dieser Haftgrund wurde vielmehr nur äußerst selten vorgebracht.

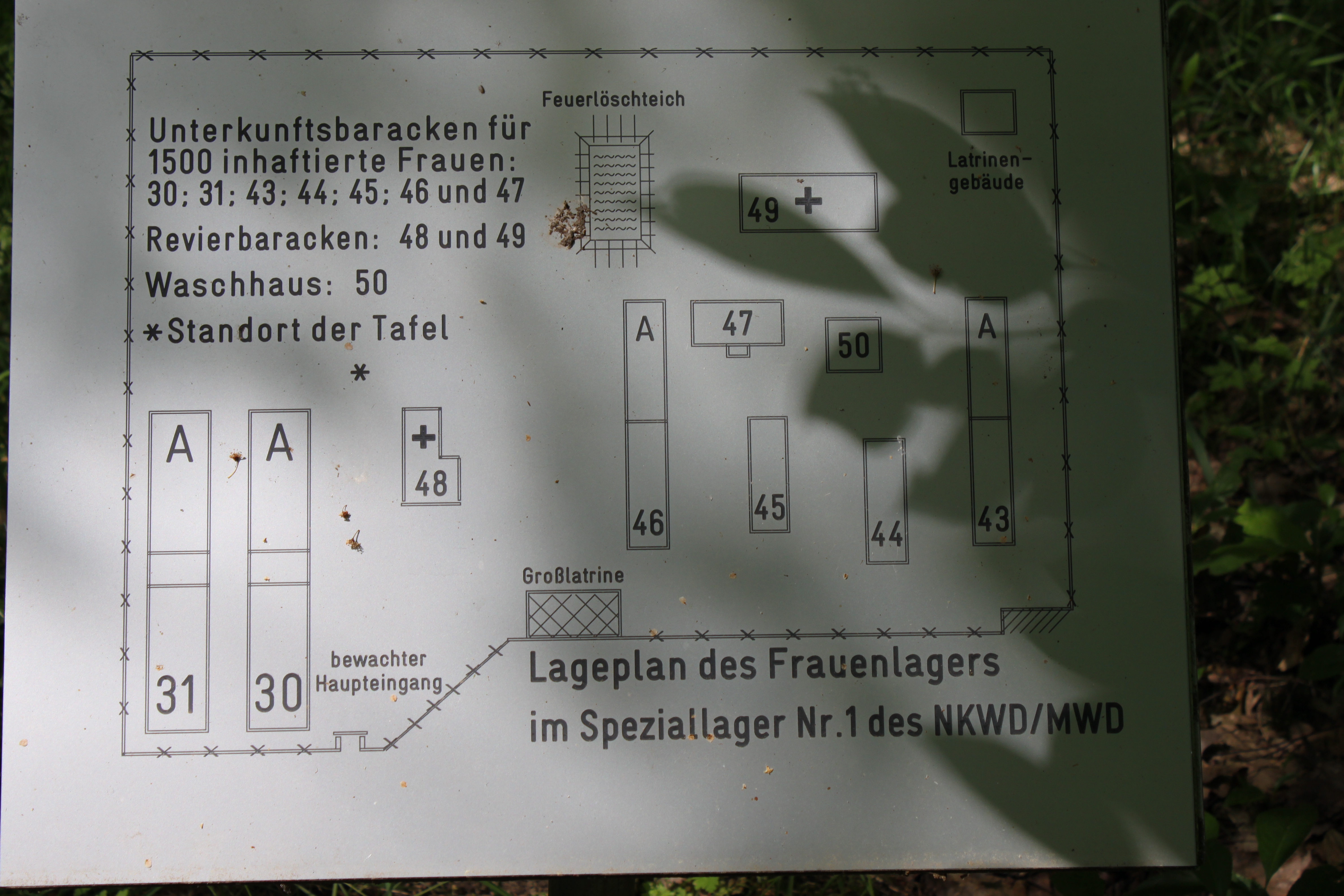
Plan des Frauenlagers

Das Lager durchliefen insgesamt mehr als 21.800 Inhaftierte, darunter auch Frauen. Durchschnittlich war das Lager mit 12.000 Menschen belegt.
Während der Haftzeit wurden manche Häftlinge erneut verhört. Rund 150 Inhaftierte wurden daraufhin zur Verurteilung durch sowjetische Militärtribunale abtransportiert. Die Verhöre und Verurteilungen unterstanden keiner internationalen Kontrolle.

## Haftbedingungen
Die Haftbedingungen im Lager waren so schlecht, dass etwas über 56 Prozent der Insassen starben. Die Inhaftierten waren ohne Briefverkehr vollständig von der Außenwelt isoliert. Es gab keine Benachrichtigung der Angehörigen über den Aufenthaltsort der Inhaftierten, auch im Todesfall wurden sie nicht informiert.
Kleidung der Häftlinge, die während der Haft zerfiel, wurde nicht ersetzt. Es gab keine Strohsäcke oder Decken, keine Seife und keinerlei Mittel zur Zahnhygiene, außerdem weder Geschirr oder Trinkgefäße noch Besteck, so dass auch Ofenrohrkapseln oder Ofenkacheln als Ess- und Trinkgefäße benutzt wurden.
Die Ernährung der Häftlinge war völlig unzureichend, es grassierten Dystrophie, Ruhr, Tuberkulose und Typhus. Läuse und Flöhe begünstigen die Ausbreitung von Typhus und verschlimmerten die Mangelkrankheiten. Die deutschen Lagerärzte, selbst Häftlinge, hatten kaum Medikamente und keine medizinischen Geräte.
Das Lager Mühlberg war kein Arbeitslager. Die Gefangenen waren, bis auf einige Lagerkommandos, sich selbst überlassen. Es gab keine Bücher oder Schreibmöglichkeiten. Die Baracken waren massiv überbelegt, den Gefangenen blieb auch nachts keinerlei Privatsphäre.

## Deportation
1946 wurde etwa 3000 Inhaftierte in die Sowjetunion deportiert, wo sie wie Kriegsgefangene nach sowjetischem Standard behandelt wurden.
Am 8. Februar 1947 wurden auf dem Bahnhof Neuburxdorf ungefähr 1000 noch arbeitsfähige, meist jugendliche Häftlinge in umgestalteten Güterwaggons verladen und nach Sibirien verbracht. Wegen der großen Kälte hatte man sie mit Watteanzügen und Pelzmützen der Wehrmacht ausgestattet. Daher entstand die Bezeichnung Pelzmützentransport. In den Waggons gab es außer einem Kübel für die Notdurft und einem kleinen Ofen weder Strohsäcke noch sanitäre Gegenstände. Wegen völlig unzureichender Brennstoffversorgung verfeuerten die Insassen während des Transportes nach Sibirien die Holzpritschen.
Nach 33 Tagen wurden die Inhaftierten am 14. März 1947 im sibirischen Anschero-Sudschensk ausgeladen und ins NKWD/MWD-Lager 7503/11 Anschero-Sudschensk gebracht. Dort mussten sie in Bergwerken und auf Baustellen arbeiten, wobei 122 von ihnen starben. Erst zwischen 1950 und 1955 kehrten die Überlebenden zurück nach Deutschland.

## Auflösung
Im Juli 1948 entließ die Lagerverwaltung fast zwei Drittel der Insassen, ohne dabei erkennbaren Regeln oder Richtlinien zu folgen.
Die meisten der verbliebenen ungefähr 3000 Häftlinge wurden am 17. September 1948 auf dem Bahnhof Neuburxdorf in Waggons verladen und ins NKWD/MWD-Lager Nr. 2 Buchenwald transportiert und das Lager Mühlberg wenig später, noch 1948, aufgelöst.
Viele der nach Buchenwald verbrachten Häftlinge wurden am 9. und 13. Februar 1950 nach Waldheim verlegt, wo sie in den Waldheimer Prozessen (Schnellverfahren) zu langjährigen Haftstrafen sowie in einigen Fällen zum Tode verurteilt wurden. Die Schauprozesse fanden ohne Rechtsgrundlage statt und die Urteile standen in stalinistischer Verfahrensweise bereits vorher fest. Der Rest der Gefangenen wurde 1950 entlassen.

## Opfer

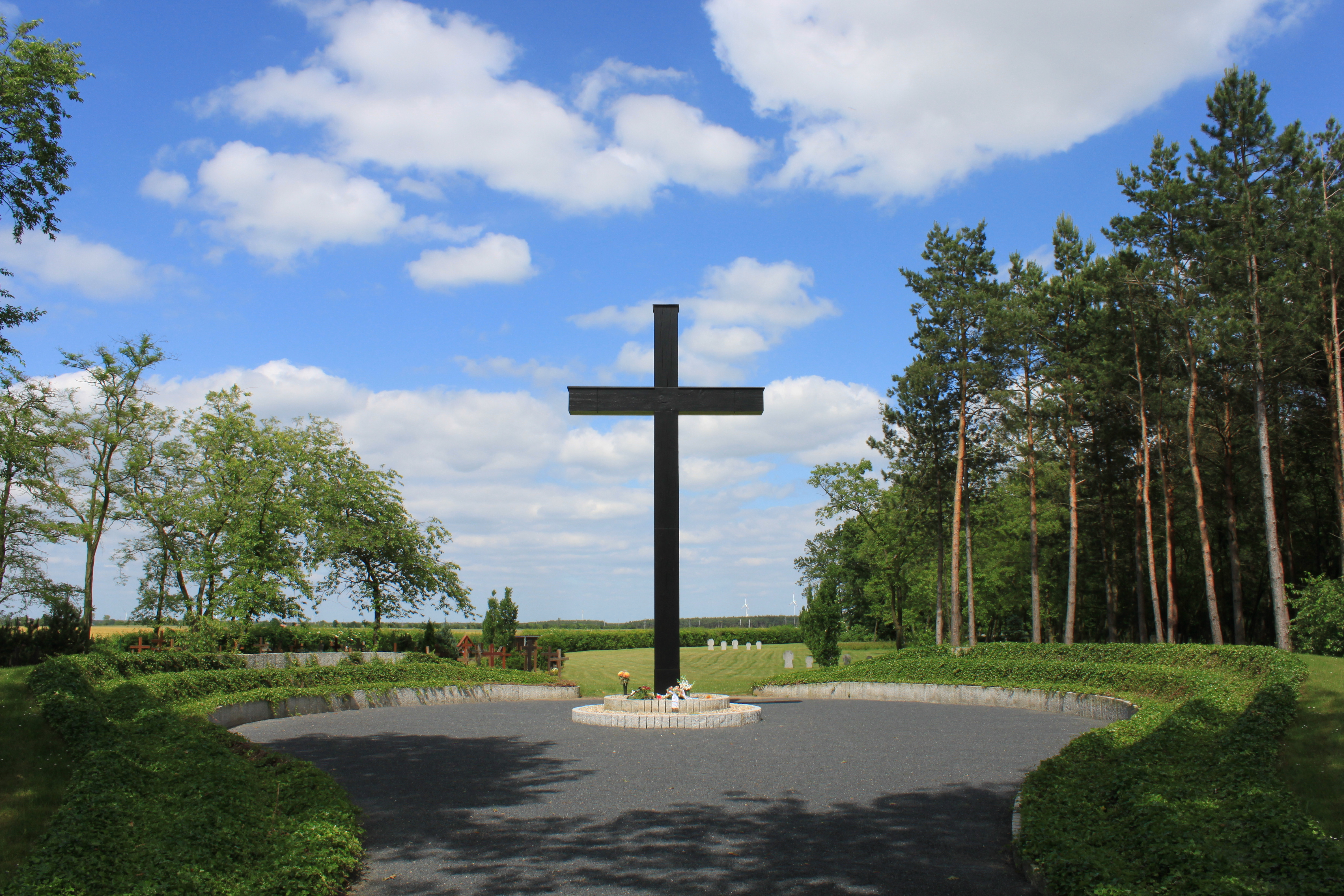
Gräberfeld neben dem ehemaligen Lager

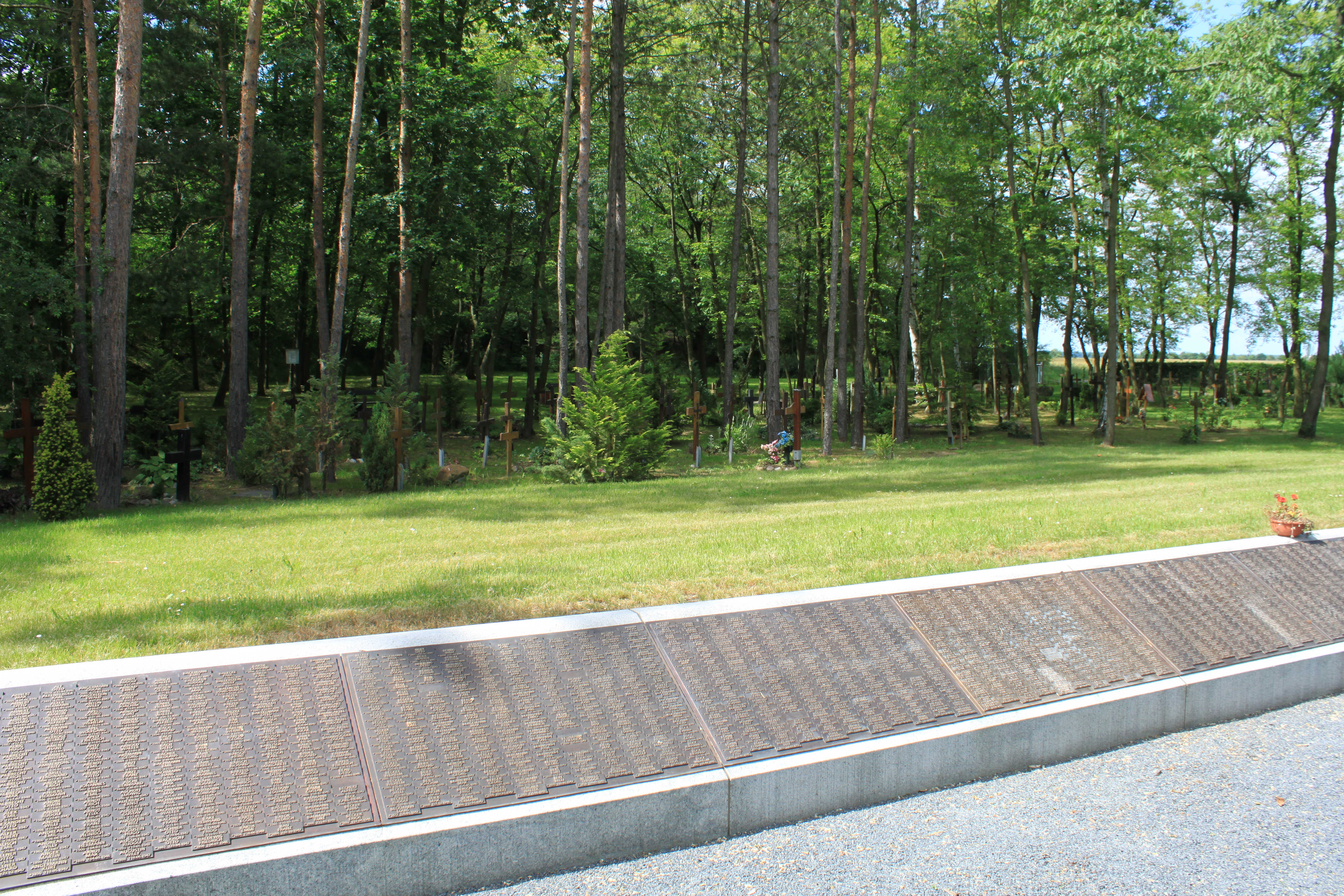
Zeile mit Namenstafeln, dahinter von Angehörigen aufgestellte Kreuze

Für die Zeit von 1945 bis 1948 sind in den sowjetischen Akten des Speziallagers Mühlberg 6.765 Todesfälle verzeichnet. Alle Toten wurden außerhalb des Lagers in Massengräber geworfen und notdürftig zugeschüttet, die Angehörigen wurden nie benachrichtigt.
Kränze, die nach der Auflösung des Lagers auf dem Gelände von Angehörigen niedergelegt wurden, wurden auf Weisung der zuständigen DDR-Behörden umgehend entfernt. Nachdem bei landwirtschaftlichen Arbeiten immer wieder Knochen gefunden worden waren, wurde das Gelände aufgeforstet.
Nach der politischen Wende 1989 stellten Angehörige der Toten Kreuze und Gedenksteine auf. 1990 wurde die Initiativgruppe Lager Mühlberg gegründet, die sich seitdem der Gestaltung der Gedenkstätte und der Aufarbeitung der Geschichte des Lagers widmet. Seit 1992 ist mit Unterstützung des Volksbundes Deutsche Kriegsgräberfürsorge e. V. und des Landes Brandenburg eine Gedenkstätte für alle Toten des Speziallagers entstanden. Aus einzelnen Massengräbern wurden dabei Skelette geborgen und würdig neu bestattet.
Jährlich finden mehrere Gedenktreffen auf dem ehemaligen Lagergelände statt. Am 6. September 2008 wurden Namenstafeln mit den Namen der Verstorbenen feierlich enthüllt.
Die bundeseigene Bodenverwertungs- und -verwaltungs GmbH hatte Mitte 2016 Käufer für das Bergwerkseigentum auf dem Gelände der Gedenkstätte gesucht, um das Areal zum Kiesabbau zu nutzen. Dies stieß auf vielfältigen Widerstand. Im Februar 2017 wurde deswegen in einer Beratung mit dem Landesamt für Bergbau, Geologie und Rohstoffe Brandenburg beschlossen, die Fläche des Speziallagers Mühlberg vom Kiesabbau auszunehmen.

## Bekannte Inhaftierte
- Margret Bechler (1914–2002), Autorin, Ehefrau von Bernhard Bechler
- Bernhard Benning (1902–1974), Volkswirtschaftler, stellvertretender Leiter der Reichs-Kredit-Gesellschaft AG
- Richard Berger (1900–1948), Lehrer und Heimatforscher
- Georg Bilkenroth (1898–1982), Kraftwerksdirektor
- Helmut Bischoff (1908–1993), SS-Obersturmbannführer, Verwaltung des KZ Mittelbau-Dora
- Paul Blumberger (1879–1946), Reichsgerichtsrat
- Leo Brandenburg (1895–1946), Reichsgerichtsrat
- Ernst Brandis (1880–1945), Reichsgerichtsrat
- Heinrich Burmeister (1883–1946), Reichsgerichtsrat
- Stephan Dietrich (1898–1969), Lehrer, Schulleiter, erzgebirgischer Heimatdichter und Mundartsprecher
- Fritz Dörffler (1888–1945), Reichsgerichtsrat
- Heinrich Eufinger (1894–1988), Gynäkologe, Euthanasiearzt, SS-Obersturmbannführer, nach der Entlassung Chefarzt in Burgstädt bei Chemnitz, ab 1956 Chefarzt in Sanderbusch bei Oldenburg
- Marianne Fischer-Kupfer (1922–2008), Opernsängerin
- Walter Flemming (1890–1947), Oberbürgermeister von Glauchau
- Richard Francke (1886–1947), Reichsgerichtsrat
- Ulrich von Fresenius (1888–1962), Oberbürgermeister von Wernigerode
- Heinrich Frings (1885–1946), Richter
- Theodor Fritsch (1895–1946), Buchhändler
- Walther Froelich (1880–1945), Reichsgerichtsrat
- Oskar Gelbhaar (1881–1945), Reichsrichter beim Reichsverwaltungsgericht
- Otto Goldmann (1884–1947), Jurist und Schriftsteller
- Wilhelm Goldmann (1897–1974), Verleger
- Hermann Günther (1882–1945), Reichsgerichtsrat
- August Guth (1884–1945), Reichsgerichtsrat
- Siegfried Haenicke (1878–1946), General der Infanterie
- Willy Hänig (1888–1947), Hütteningenieur, Oberregierungsrat und Grubenvorstand
- Georg Hartmann (1909–unbekannt), Ministerialbeamter
- Jan Herchenröder (1911–1986), Journalist, Kriegsberichterstatter
- Hermann Hoffmann (1880–1945), Reichsgerichtsrat
- Hans Iber (1886–1946), Reichsgerichtsrat
- Hermann Jerx (1895–1948), Generalsekretär Deutscher Bauernverband Berlin, Verleger, DDP-Mitglied, Landrat des Landkreises Ruppin
- Wilhelm Jost (1887–1948), Architekt, Rektor der TH Dresden, SA- und SS-Mitglied
- Achim Kilian (1926–2002), Jugendlicher, später Autor von Büchern über das Speziallager Mühlberg
- Erich Karlewski (1874–1946), General der Flieger
- Ewald Kluge (1909–1964), Motorradrennfahrer
- Siegfried Köhler (1927–1984), als HJ-Mitglied verhaftet, später Präsident des Verbandes der Komponisten und Musikwissenschaftler der DDR
- Artur Köllensperger (1884–1946), österreichischer Richter am Obersten Gerichtshof und deutscher Reichsgerichtsrat
- Georg Krausz (1894–1973), Journalist, Kommunist, KZ-Häftling, später stellvertretender Chefredakteur des Neuen Deutschlands
- Otto von Kursell (1884–1967), NSDAP-Mitglied der ersten Stunde, Maler, Ministerialrat, Direktor der Hochschule für Bildende Künste in Berlin-Charlottenburg
- Oskar Lecher (1893–1947), Chemiker
- Gertrud Lehmann-Waldschütz (1905–2001), Schriftstellerin
- Hugo Luschin (1878–1946), österreichischer Richter am Obersten Gerichtshof und deutscher Reichsgerichtsrat
- Hellmut Mehnert (1928–2023), als Jugendlicher im Speziallager Mühlberg, später einer der bedeutendsten Diabetologen Deutschlands
- Leo Freiherr von Miltitz (1882–1946), Jurist, Amtshauptmann und Landrat
- Wolfgang von Nathusius (1911–1986), Arzt aus Leipzig, später Bundesverdienstkreuzträger
- Hans Neumerkel (1886–1946), Reichsgerichtsrat
- Charles Noble (1892–1983), US-amerikanischer Unternehmer
- John H. Noble (1923–2007), Sohn von Charles Noble, kehrte erst 1955 aus dem Gulag zurück in die USA
- Karl Pawelka (1890–1948), Richter am höchsten tschechoslowakischen Gericht und deutscher Reichsgerichtsrat
- Max Poepel (1896–1966), Bürgermeister der Stadt Aue
- Eberhard Puntsch (1926–2015), als Jugendlicher im Speziallager Mühlberg, später Autor und bayrischer FDP-Politiker
- Erich Raschick (1882–1946), General der Infanterie
- Gustav Rathje (1895–1947), Filmproduktionsleiter
- Paul Reckzeh (1913–1996), Arzt und Gestapo-Spitzel, nach 1955 von der Stasi vor Anklage in der Bundesrepublik geschützt
- Otto Rietzsch (1890–1947), Reichsgerichtsrat
- Hans Ringhoffer (1885–1946), Großindustrieller
- Ernst Rittweger (1890–1946), Reichsgerichtsrat
- Hans-Ulrich Rottka (1895–1979), Reichskriegsgerichtsrat, 1942 wegen „zu humaner Auffassungen“ in den Ruhestand versetzt
- Hans Wolfgang Sachse (1899–1982), Komponist
- August Schäfer (1888–1984), Reichsgerichtsrat
- Fritz Schettler (1879–1946), Verleger
- Werner Schlegel (1900–?), Ingenieur
- Erich Schultze (1880–1947), Reichsgerichtsrat
- Werner Schulze (1882–1946), emeritierter Reichsgerichtsrat
- Bruno Schuster (1884–1946), Reichsgerichtsrat
- Marianne Simson (1920–1992), Schauspielerin
- Siegfried von Sivers (1887–1956), deutschbaltischer Aktivist, Arzt und Schriftsteller
- Willy Stegemann (1889–1946), Philologe
- Friedrich Unteutsch (1891–1947), Landrat des Kreises Eisenach
- Paul Vogt (1877–nach 1964), Reichsgerichtsrat
- Günther Wagenlehner (1923–2006), Leutnant, von Mühlberg in die Sowjetunion verschleppt kehrte er erst 1955 zurück, später im Bundesverteidigungsministerium
- Erich Walther (1903–1948), Generalmajor der deutschen Luftwaffe, gestorben im Speziallager Nr. 2 Buchenwald
- Friedrike Wieking (1891–1958), leitende Kriminalbeamte
- Walfried Winkler (1904–1982), Motorradrennfahrer
- Gerhard Wischer (1903–1950), Psychiater und Euthanasiearzt, 1950 in Waldheim zum Tode verurteilt und am 4. November 1950 hingerichtet
- Walter Witting (1879–1947), Generalleutnant
- Hans H. Zerlett (1892–1949), Drehbuchautor und Regisseur, gestorben im Speziallager Nr. 2 Buchenwald
- Erhard Ziegler (1886–1946), Reichsgerichtsrat